# Patrick Dunn
Patrick James Dunn (ur. 5 lutego w 1950 w Londynie) – nowozelandzki duchowny rzymskokatolicki, w latach 1995–2021 biskup diecezjalny Auckland. 

## Życiorys
Święcenia kapłańskie przyjął 24 kwietnia 1976 w diecezji Auckland. Udzielił ich mu John Mackay, ówczesny biskup Auckland. 10 czerwca 1994 papież Jan Paweł II mianował go biskupem pomocniczym diecezji ze stolicą tytularną Fesseë. Sakry udzielił mu 25 lipca 1994 ówczesny ordynariusz diecezji Denis Browne. 19 grudnia 1995 został mianowany następcą Hamiltona na stanowisku biskupa diecezjalnego Auckland. Jego ingres odbył się 29 marca 1995. 17 grudnia 2021 papież Franciszek przyjął jego rezygnację zpełnionego urzędu.